# Ordre de bataille lors de la bataille de Montenotte
Pour un article plus général, voir Bataille de Montenotte.

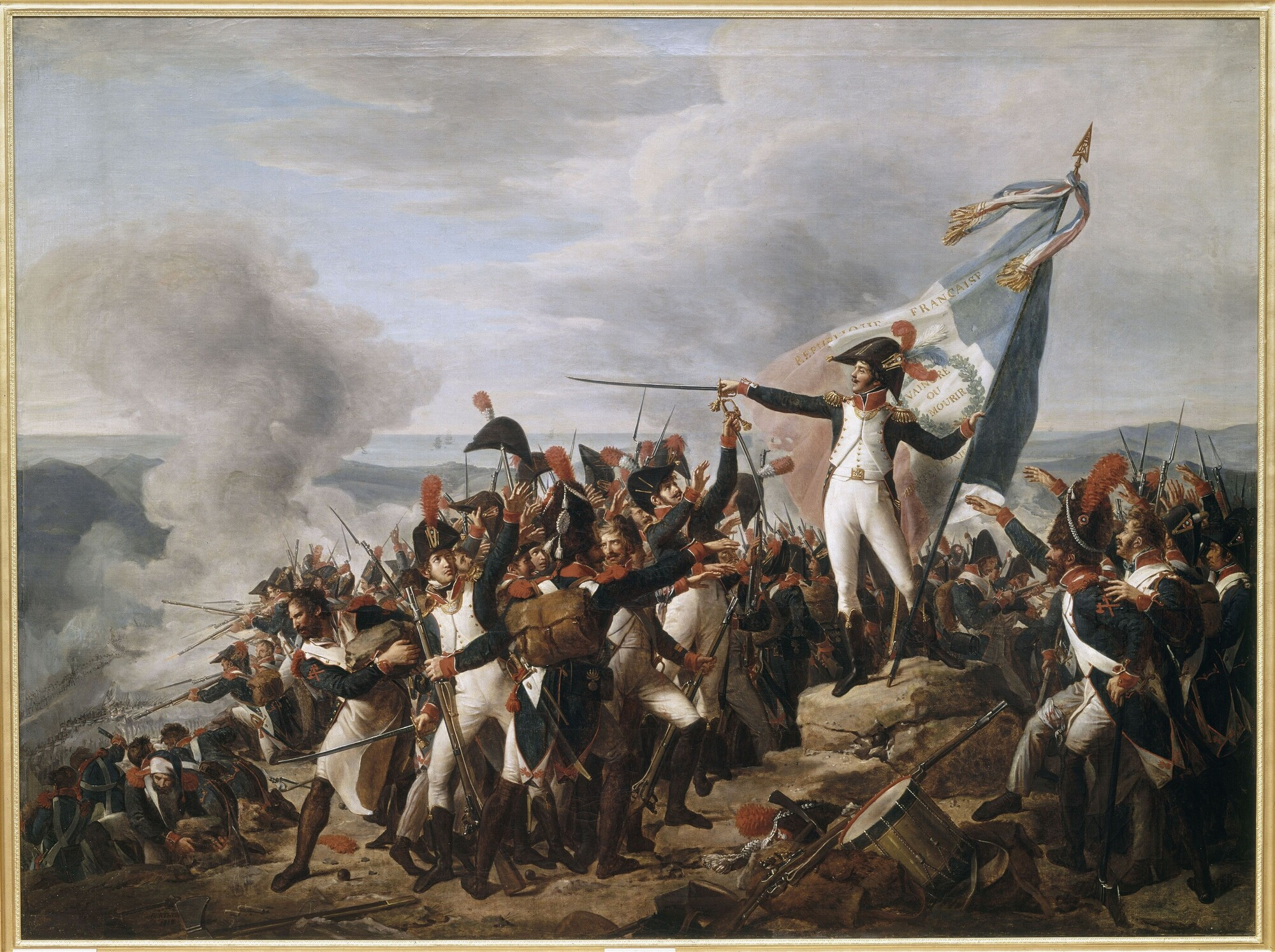
Le chef de brigade Rampon défend la redoute de Monte-Legino, huile sur toile de René Théodore Berthon, 1812.

Ce qui suit est l'ordre de bataille des forces militaires en présence lors de la bataille de Montenotte, qui eut lieu le  22 germinal an IV (12 avril 1796) lors de la Campagne d'Italie entre l'armée française commandée par Bonaparte et les armées du royaume de Sardaigne et du Saint-Empire sous les ordres du comte Eugène-Guillaume d'Argenteau.

## Forces Françaises
Commandant en chef : Général de Division André Masséna. Il est sous l'autorité de Napoléon Bonaparte, dont le Quartier Général était à Carcare. C'est le lendemain de la bataille que le QG est transféré à la Cosseria.

### Division Masséna
Cette Division représente l'aile Droite de l'armée Française.
Elle comprend:
- Avant Garde: 480 hommes sous le commandement du chef de bataillon Gabriel Rondeau[2],[Note 1],[Note 2],[Note 3]
  - 3 compagnies de Carabiniers.
  - 3 compagnies de Grenadiers.(issues de la  117e demi-brigade de première formation)[3][réf. souhaitée].
- Brigade Ménard 2 865 hommes[Note 4].
  - 8e demi-brigade de première formation
    - 1er, 2e et 3e bataillons.

  - 21e demi-brigade de première formation
    - 1er et 3e bataillons.
- Artillerie : 2 pièces légère de montagne de 3 livre.

### Division Laharpe
Elle constitue le centre de l'armée Française, sous Amédée Emmanuel François Laharpe.
- Colonel Rampon - Troupes déjà sur place
  - la 1re demi-brigade légère de première formation forte de 1 146 hommes.
    - 1er, 2e et 3e bataillons.

  - la  21e demi-brigade de première formation forte de 1 009 hommes.
    - 2e bataillon.
- Brigade Cervoni:
  - la 99e demi-brigade de première formation forte de 3 195 hommes.
    - 1er, 2e et 3e bataillons.

  - les 3 compagnies de grenadiers de la 14e demi-brigade provisoire de première formation 200 hommes. Ils se sont repliés depuis Stella sur la redoute dans la nuit du 11 au 12 avril.
  - 70e demi-brigade de première formation forte de 3 223 hommes
    - 1er, 2e et 3e bataillons.

  - Une compagnie de sapeurs (50 hommes tout au plus)
  - Artillerie : Elles arriveront au fur et à mesure. 
    - 4 pièces de campagne de 4 livre[1],[4].
    - 3 pièces légères de campagne de 3 livre.

## Saint Empire
Commandant en chef : Feldmarschall-Leutnant Eugène Argenteau

- Aile droite: Sous le commandement du Lt-Colonel Nezlinger
  - 2 compagnies du Freikorps de Gyulay  (Ignácz Gyulay) 106 hommes
  - 2 compagnies de Chasseur volontaire 198 hommes
  - Régiment d'Infanterie de l'Archiduc Antoine (probablement le jeune Antoine Victor d'Autriche) : 150 hommes
    - 1 compagnie de mousquetaire.

  - Régiment d'Infanterie de Stein (50) : 675 hommes
    - 1 bataillon.

  - Régiment d'Infanterie de Terzi (16) : 280 hommes
    - 1 demi-bataillon.

- Aile gauche: Sous le commandement du Feldmarschall-Leutnant Argenteau
  - Régiment d'Infanterie de l'Archiduc Antoine (probablement le jeune Antoine Victor d'Autriche) : 890 hommes
    - 1er et 2e bataillons.

  - Régiment d'Infanterie d'Alvintzi (19) (Josef Alvinczy von Borberek) : 520 hommes
    - 1 bataillon.

  - Régiment d'Infanterie de Pellegrini (49) : 538 hommes
    - 1 bataillon.

  - Artillerie: 2 pièces légère de campagne de 3 livres.